# Planociampa antipalpa
Planociampa antipalpa là một loài bướm đêm trong họ Geometridae.